# Кенвуд Естејтс (Флорида)
Кенвуд Естејтс (енгл. Kenwood Estates) насељено је место без административног статуса у америчкој савезној држави Флорида.

## Демографија
По попису из 2010. године број становника је 1.283.
| Група             | 2000.    | 2010.       |
| Белци             | 0 (0,0%) | 293 (22,8%) |
| Афроамериканци    | 0 (0,0%) | 139 (10,8%) |
| Азијати           | 0 (0,0%) | 48 (3,7%)   |
| Хиспаноамериканци | 0 (0,0%) | 799 (62,3%) |
| Укупно            | 0        | 1.283       |